# Sultan (Washington)
Sultan è una città degli Stati Uniti d'America, situata nello Stato di Washington, nella Contea di Snohomish.